# Yunnanilus pleurotaenia
Yunnanilus pleurotaenia és una espècie de peix de la família dels balitòrids i de l'ordre dels cipriniformes.

## Morfologia
- Els mascles poden assolir els 6,5 cm de longitud total.
- 10-12 radis tous a l'aleta dorsal i 8 a l'anal.
- 8 1/2 radis ramificats a l'aleta dorsal.
- Presència de porus al cap i de línia lateral.[3][4]

## Hàbitat i distribució geogràfica
És un peix d'aigua dolça, demersal i de clima subtropical, el qual es troba al llac Dianchi i els seus afluents (Yunnan, la Xina).

## Amenaces
Les seues principals amenaces són la pèrdua del seu hàbitat a causa de la contaminació de l'aigua produïda per agroquímics, la introducció d'espècies exòtiques, la pèrdua de les seues zones de reproducció i l'eliminació de plantes aquàtiques.